# Kirsi Kaulanen
Kirsi Eline Kaulanen, född 1969 i Helsingfors, är en finländsk skulptör. Hon bor och verkar i Borgå.
Kirsi Kaulanen växte upp i Äkäslompolo i Lappland. Hon studerade på Lapplands konstskola i Torneå 1988–1989, Kankaanpääs konstskola i Kankaanpää 1989–1993 och Tallinns konsthögskola 1993–1994 och tog yrkeshögskoleexamen 2004. Hon var assistent åt skulptören Tapio Junno.
Hon arbetar ofta i laserskuret, polerat rostfritt stål med former med inspiration i naturen. Formerna föreställer växter, som för tankarna till växter i ett herbarium. Skulpturen Gaia från 2011 består av silhuetter av 28 utrotningshotade växter av sammanlagt 150 sådana i Finland.
Kirsi Kaulanen tilldelades Finlandspriset 2022.

## Offentliga verk
- Riksdagstriptyken, August Eklöf park i Borgå, 2009 (av Ylva Holländer och Kirsi Kaulanen)
- Gaia, i taket till Musikhuset i Helsingfors, 2011
- Pelarhelgon, korsningen Parkgatan/Skolgatan, Kotka, 2013
- Taika-aika ("Trolldomstid"), Kangaslampi skola, Petter Kumpulainens väg 30, Iisalmi, 2017
- Välittäjä (Medlaren), polerat rostfritt stål, minnesmärke över Mauno Koivisto, planerat att avtäckas den 25 november 2023 i Lilla parlamentets park i Helsingfors.[2][3]